# Ventrifossa divergens
Ventrifossa divergens es una especie de pez de la familia Macrouridae en el orden de los Gadiformes.

## Morfología
• Los machos pueden llegar alcanzar los 30 cm de longitud total.

## Hábitat
Es un pez de aguas profundas que vive entre 183-772 m de profundidad.

## Distribución geográfica
Se encuentran en Sudáfrica, Mozambique, el sur del Japón, Taiwán el Mar de la China Meridional (cerca de Hong Kong) las Filipinas y Borneo.